# Lotus Air
Lotus Air – nieistniejąca egipska linia lotnicza. Główną bazą przewoźnika był Kair. Lotus Air wykonywał loty czarterowe pomiędzy Egiptem a miastami w Europie (w tym do Polski: Warszawa, Wrocław, Gdańsk, Katowice, Kraków, Poznań). Linia została założona w 1997 roku. Rok później rozpoczęła loty.
Flota składała się z samolotów Airbus A320 (z 2004 roku).
W 2011 roku linia zaprzestała działalność.